# クリストファー・ヴィルヘルム・エッカースベルグ

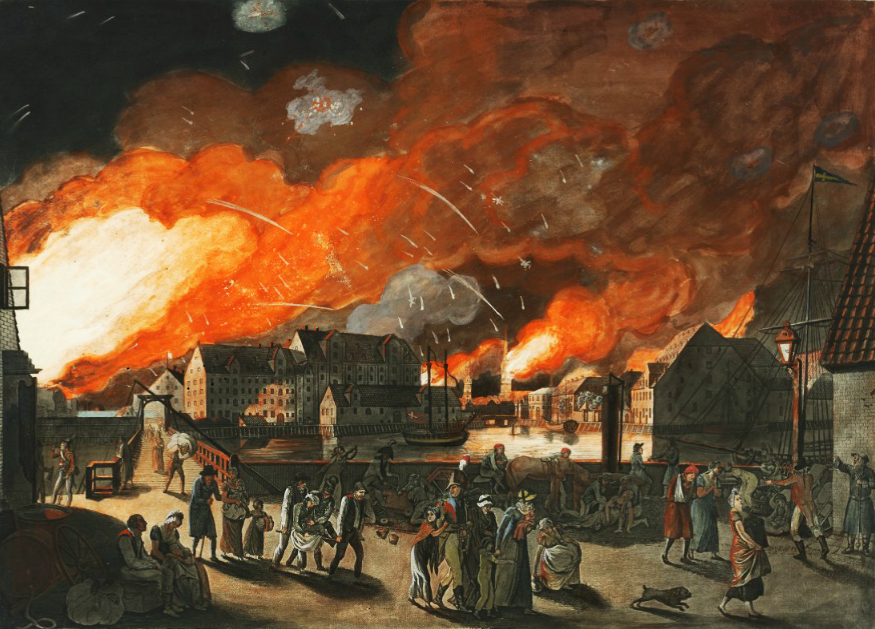
C・W・エッカースベア作「1807年のコペンハーゲンの大火」

クリストファー・ヴィルヘルム・エッカースベルグまたはクリストファ・ヴィルヘルム・エカスベア（Christoffer Wilhelm Eckersberg、1783年1月2日 - 1853年7月22日）はデンマークの画家である。「デンマーク黄金時代」と呼ばれる時代の画家で、デンマーク王立美術院（Det Kongelige Danske Kunstakademi）で多くの画家を育てた。

## 略歴
シュレースヴィヒ公国のBlåkrog（現在のオーベンロー）で生まれた。父親は大工、塗装工であった。1786年に家族は景色のいいBlansに移った。エカスベアは、近郊の風景を描き、父親のボートで船遊びをした。オーベンローの教会画、肖像画家のイェスン(Jes Jessen)のもとで絵を学び始め、17歳の時にフレンスブルクの画家の見習いとなるが デンマーク王立美術学校で学ぶことを望んだ。すでに才能を認められていたので、地元の人々の資金援助を受けて、1903年にデンマーク王立美術学校に学費免除で入学することができ、ニコライ・アビルゴールのもとで学んだ。
歴史画や肖像画、風景画を描き技術も向上したが、アビルゴールとの間に対立があったので、王立美術学校の金賞を受賞できたのはアビルゴールが没した後の1809年になってからであった。生活資金を得るために、銅版画の下絵も描いた。
1809年に金賞を受賞すると海外留学の奨学金が与えられて、1810年から、作家で、パトロンのブルーン（Tønnes Christian Bruun de Neergaard）とドイツからフランスへ旅し、1811年から1812年の間、新古典主義の画家、ジャック＝ルイ・ダヴィッドのもとで学んだ。ダヴィッドから強い影響を受け、一緒に暮らした画家のイェンス・ムラ（Jens Peter Møller）や、版画家のクリメンス（Johan Frederik Clemens）と親友となった。
2年後、フィレンツェを経てローマを訪れ、1813年から1816年の間、ローマに滞在し、歴史画家としての技術を高めた。ローマに住む芸術家とデンマーク人の彫刻家のベルテル・トーヴァルセンらと過ごした。
1916年にデンマークに戻った後、1817年に王立美術院(王立美術アカデミー)の会員に選ばれ、1818年ヨハン・ルートヴィッヒ・ルンドとともに教授に任じられ、1827年から1829年の間は校長も務めた。
歴史画の分野では、クリスチャンスボー城に多くの絵を描き、肖像画の分野ではコペンハーゲンの中産階級の人々を多く描いた。船に乗って外洋にでるのが好きで、海洋画の分野にも多くの作品を残した。
最大の功績は多くの画家を育てたことで、学生たちを野外に連れ出し、自然を描かせた。エカスベアの教えた学生には、下記のような画家がいる。
エガスベアの生誕100年にあたる1883年から、デンマーク王立美術院はエカスベア・メダルを優れたデンマーク人の画家、建築家に贈っている。

## エカスベアの教えた学生たち
- ディトリウ・ブルンク (1798-1853)
- ハインリヒ・エッデリーン (1802-1852)
- フレデリク・テオドール・クロス(1802-1876)
- アルベルト・キュヒラー (1803-1886)
- マーティヌス・ラービュー (1803-1848)
- クリスティーネ・ロブマン (1803-1872)
- ヴィルヘルム・ベンズ (1804-1832)
- コンスタンティン・ハンセン (1804-1880)
- フリッツ・ペッツォルト (1805-1838)
- アドルフ・フリードリヒ・フォルマー(1806-1875)
- ヤアアン・ローズ (1808-1888)
- ヴィルヘルム・マーストラン (1810-1873)
- クリステン・ケプケ (1810-1848)
- アダム・アウグスト・ミュラー(1811-1844)
- ハンス・ヤアアン・ハマー (1815-1882)
- ダンクヴァルト・ドライヤー (1816-1852)
- アントン・メルビュー (1818-1875)
- カール・フレデリク・セレンセン (1818-1879)
- ヴィルヘルム・キューン (1819-1903)
- ローランス・フレーリク (1820-1908)
- イメーヌエル・ラースン (1823-1859)
- クレステン・ダルスゴー (1824-1907)
- ユリウス・エクスナー (1825-1910)
- アントン・ドーフ (1831-1914)
- Carl Dahl
- Johan Vilhelm Gertner
- Emil Normann

## 作品

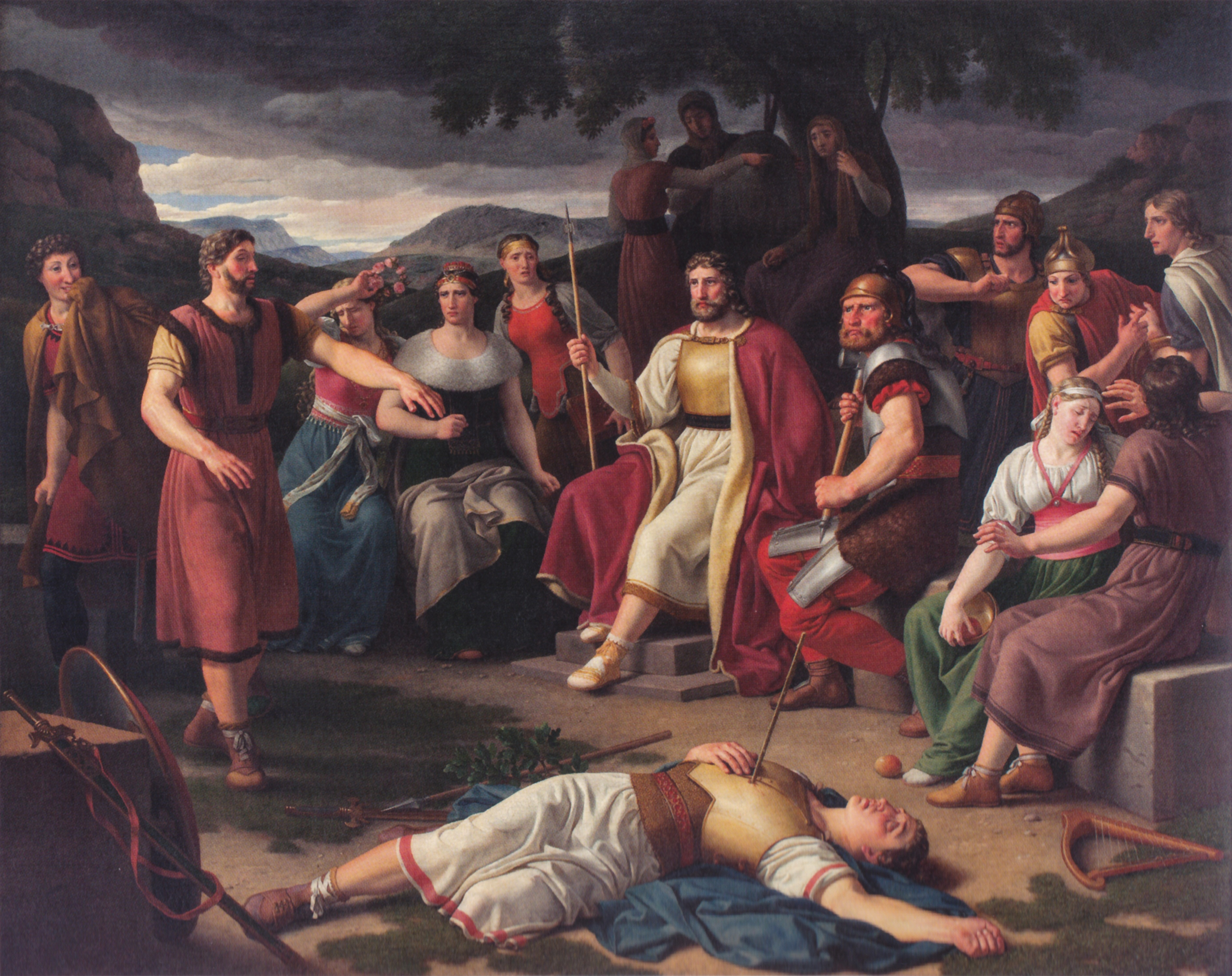
「バルドル(北欧神話)の死」(1817)
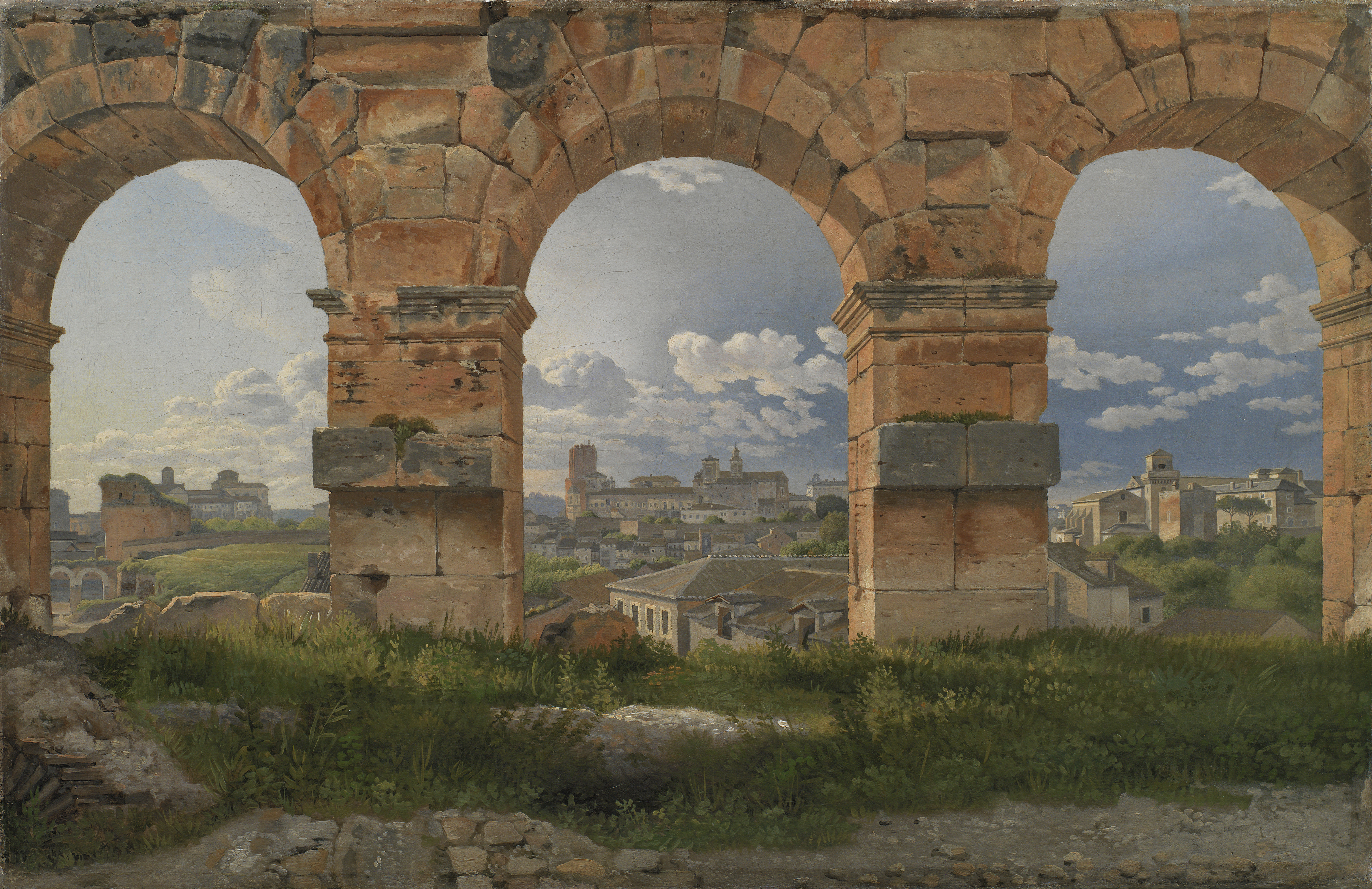
「コロッセオのアーチからの風景」
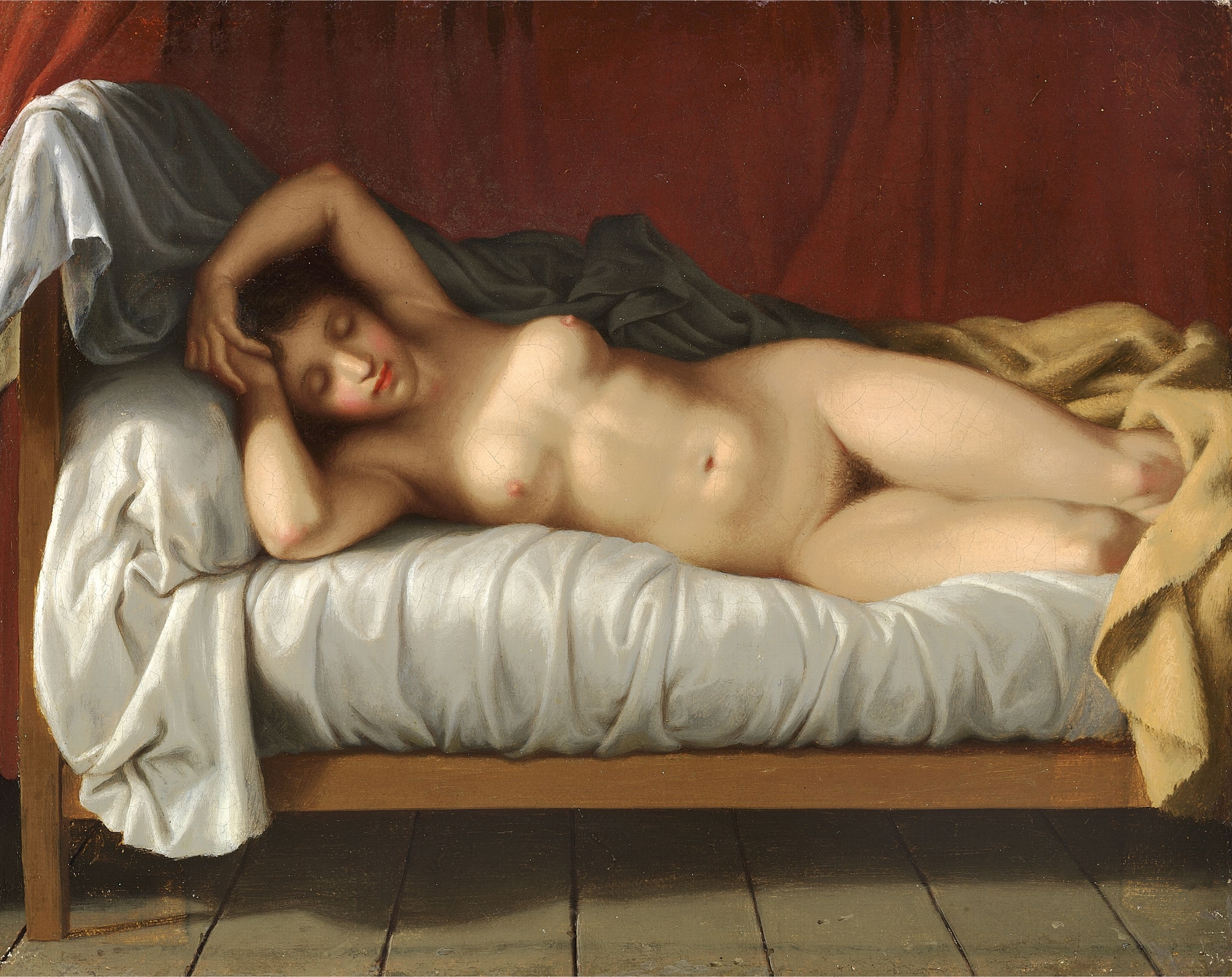
「横たわる裸の女」

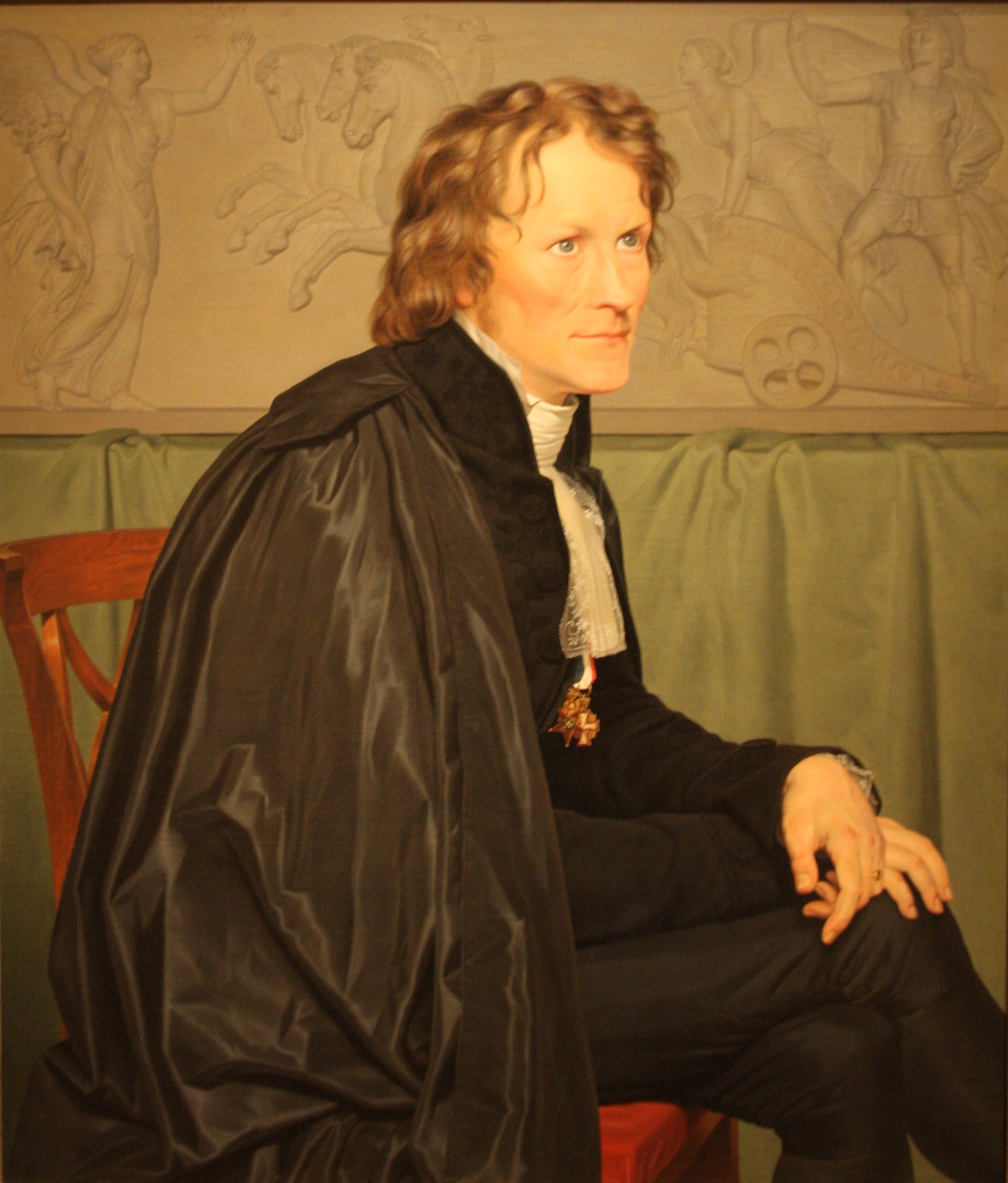
ベルテル・トーヴァルセンの肖像画
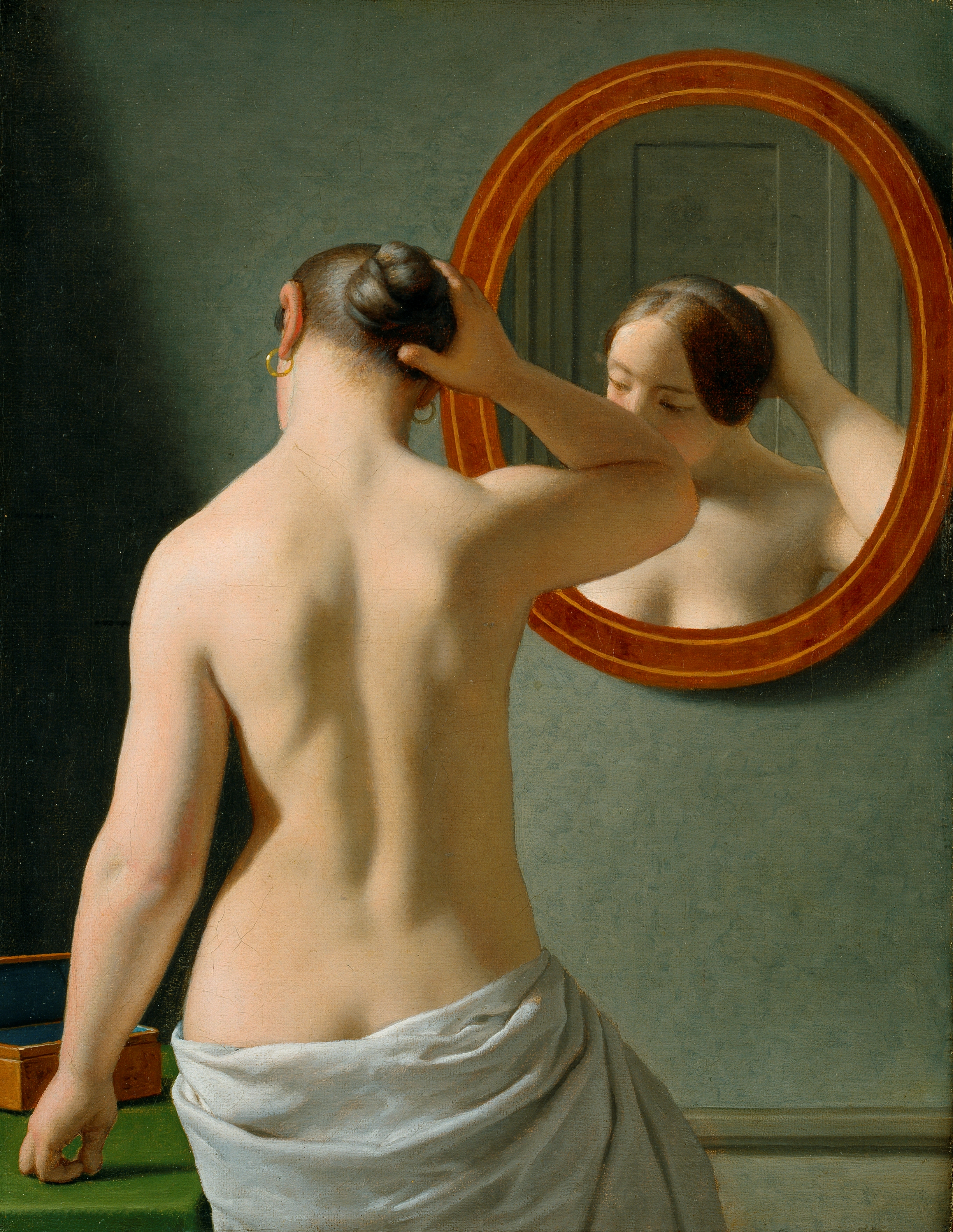
「鏡の前の女」
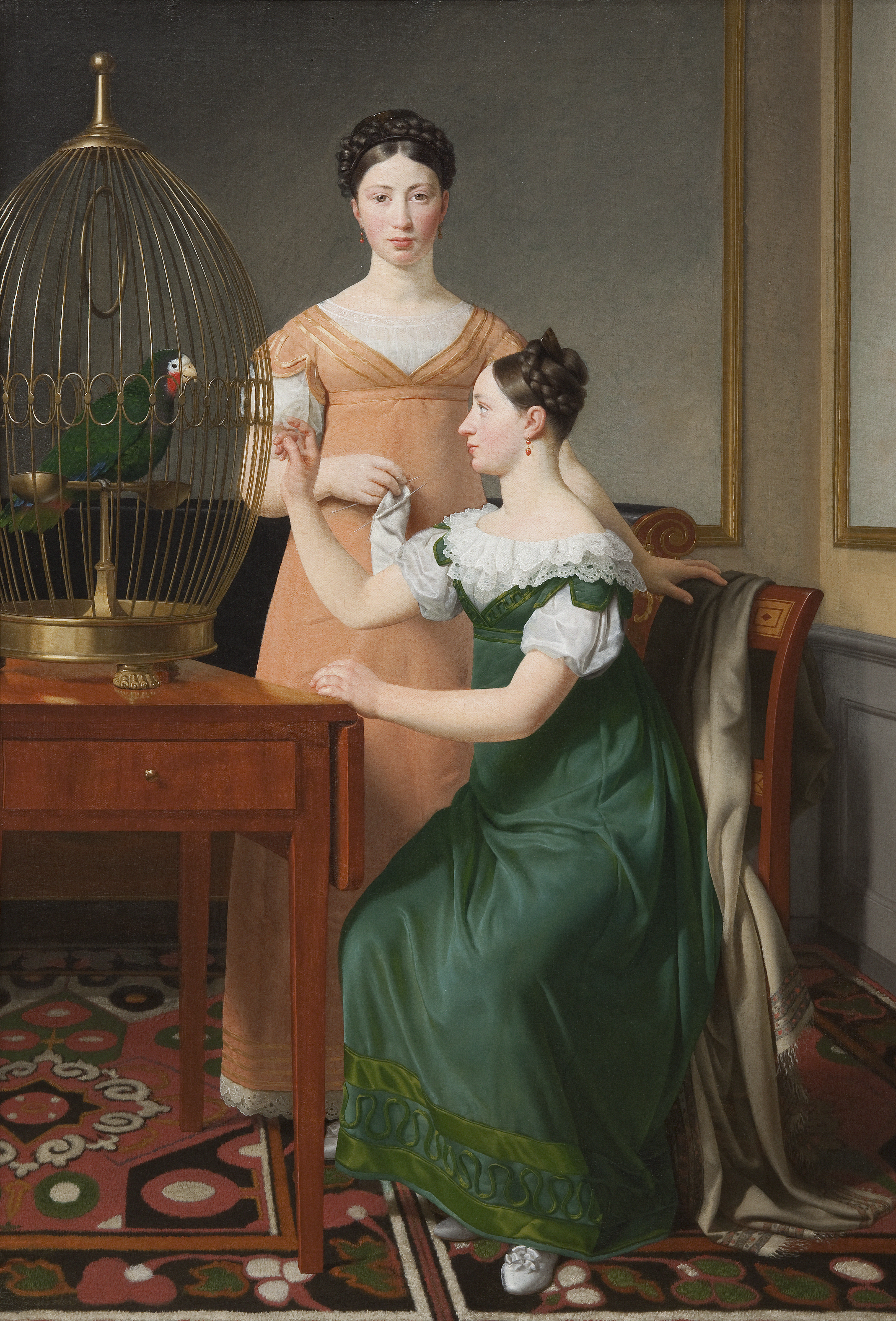
"Bella and Hanna. The Eldest Daughters of M. L. Nathanson"
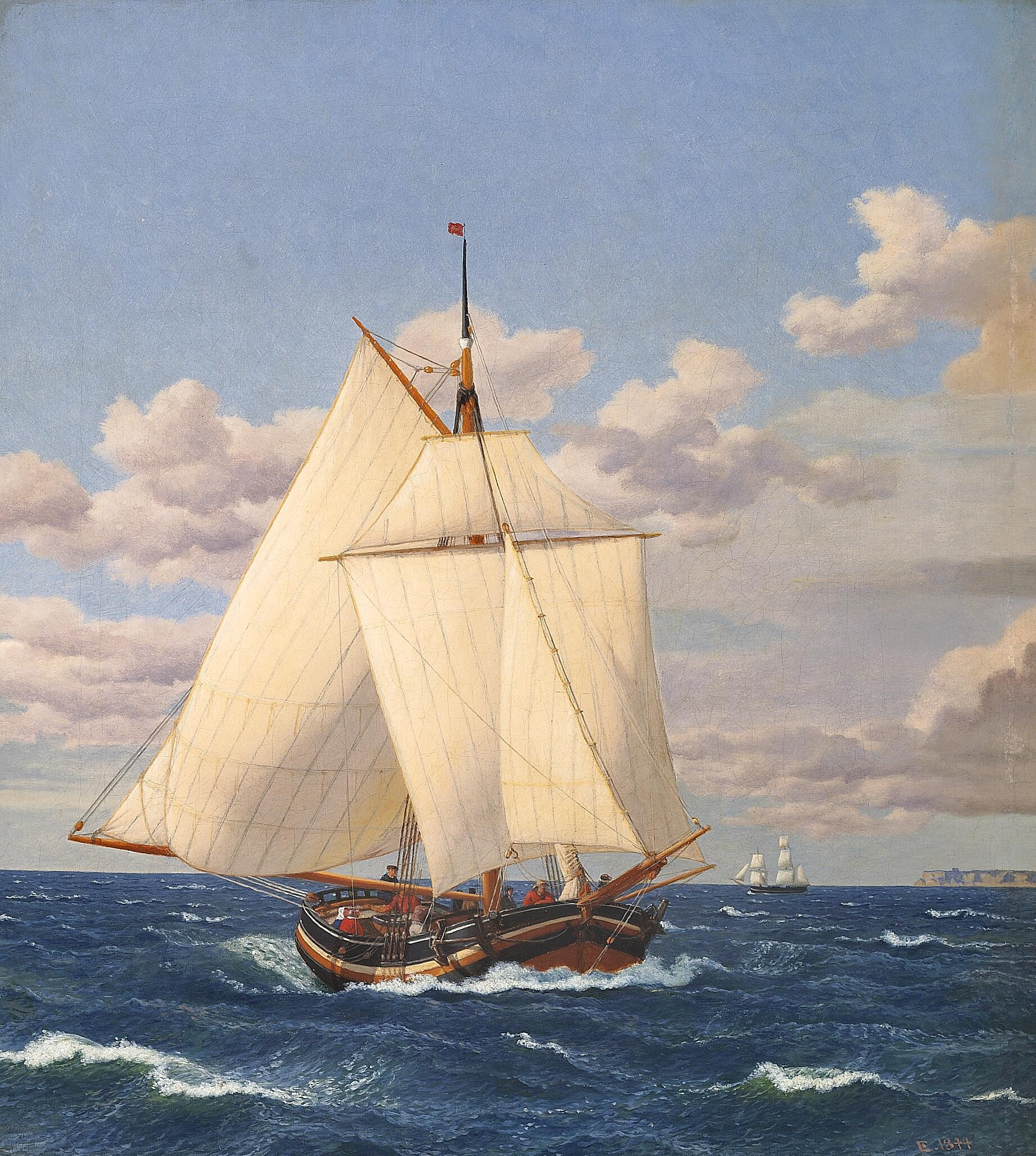